# サーティーン あの頃欲しかった愛のこと
『サーティーン あの頃欲しかった愛のこと』（Thirteen）は、2003年公開のアメリカ合衆国の映画。キャサリン・ハードウィック監督。
第76回アカデミー賞助演女優賞、第61回ゴールデングローブ賞主演女優賞（ドラマ部門）及び助演女優賞などにノミネートされた。

## ストーリー
アメリカの西海岸で、母・メラニーと、兄とともに暮らす13歳の少女・トレイシーは、"優等生"ともいえる少女だった。ある日、トレイシーはクラスメートのイーヴィに憧れ、彼女のようになりたいと感じた。それ以来トレイシーはイーヴィの派手なファッションをまねたり、母親に反抗的な態度をとり、家族に戸惑いを感じさせた。メラニーはトレイシーの変化に悩み、元夫や恋人らに相談するが、相手にしてくれず、メラニーの苦悩は募るばかりだった。
そうしているうちに、トレイシーの非行は酒、セックス、ドラッグとエスカレートしていき、イーヴィとの関係も変化していった。

## キャスト
※括弧内は日本語吹替
- メラニー・フリーランド - ホリー・ハンター（佐々木優子）
- トレイシー・フリーランド - エヴァン・レイチェル・ウッド（柚木涼香）
- イーヴィ - ニッキー・リード（佐古真弓）
- ブレイディ - ジェレミー・シスト（相沢正輝）
- ブルック - デボラ・カーラ・アンガー（幸田直子）
- ルーク - キップ・パルデュー（細井治）
- メイソン・フリーランド - ブラディ・コーベット（浪川大輔）
- バーディ - サラ・クラーク（葛城七穂）
- トラヴィス - D・W・モフェット（井上倫宏）
- シンシア - シンシア・エッティンガー（宗形智子）
- ハヴィ - チャールズ・ダックワース（中井和哉）